# Studentorganisationer vid Tartu universitet
Studentorganisationer vid Tartu universitet

## Studentnationer vid universitetet i Dorpat

### Academia Gustaviana 1632–1665
De första nationslika sammanslutningarna vid universitetet i Dorpat uppkom vid 1640-talet. 
Det var smålänningar, västmanlänningar, sörmlänningar, västgötar och finnar som bildade landskapsgrupper.

### Academia Gustavo-Carolina 1690–1710
När universitet åter öppnade organiserades nationer på samma sätt som vid det svenska rikets övriga universitet i Uppsala, Åbo och Lund. Följande nationer fanns vid denna tid omnämnda:
- Stockholms nation
- Södermanlands och Uplands nation
- Östgöta och Smålands nation
- Gästriklands och Norrlands nation
- Västgöta nation
- Sydsvenska nationen, för Kalmar, Öland, Blekinge och Skåne
- Västmanlands och Värmlands nation (?)
- Finska nationen
- Ingermanlands nation
- Narvensiska nationen
- Livländska nationen
- Rigensiska nationen
- Revalska nationen
- Pernaviska nationen
- Germanska nationen

### Dorpat/Tartu Universitetet 1802–1944
Universitetet återupprättades 1802 som ett tyskt universitet.
- Eesti Üliõpilaste Selts 1870
- EÜS Põhjala 1884
- Korp! Vironia
- Korp! Fraternitas Estica
- ÜS Liivika
- Korp! Sakala
- Eesti Naisüliõpilaste Selts
- Korp! Ugala
- Korp! Rotalia
- Korp! Fraternitas Liviensis
- EYS Veljesto
- Korp! Filiae Patriae
- Korp! Revelia
- ÜS Raimla
- Korp! Indla
- Korp! Amicitia
- Korp! Fraternitas Tartuensis
- ÜÜ Fraternitas Fennica
- Korp! Arminia Dorpatensis